# Seznam medailistů na mistrovství Evropy ve vodním slalomu – kajak muži
Tento seznam uvádí přehled medailistů na mistrovství Evropy ve vodním slalomu v závodech na kajaku, které byly na program evropských šampionátů zařazeny v roce 1996.

## K1
| Rok  | Místo                           | Zlato              | Stříbro             | Bronz              |
| ---- | ------------------------------- | ------------------ | ------------------- | ------------------ |
| 1996 | Augsburg                        | Ian Wiley          | Miroslav Stanovský  | Jochen Lettmann    |
| 1998 | Roudnice nad Labem              | Paul Ratcliffe     | Thomas Becker       | Andrew Raspin      |
| 2000 | Mezzana                         | Pierpaolo Ferrazzi | Thomas Becker       | Laurent Burtz      |
| 2002 | Bratislava                      | Paul Ratcliffe     | Helmut Oblinger     | Peter Cibák        |
| 2004 | Skopje                          | Julien Billaut     | Mathias Röthenmund  | Daniele Molmenti   |
| 2005 | Lublaň                          | Helmut Oblinger    | Peter Kauzer        | Erik Pfannmöller   |
| 2006 | L'Argentière-la-Bessée          | Fabian Dörfler     | Erik Pfannmöller    | Diego Paolini      |
| 2007 | Liptovský Mikuláš               | Ján Šajbidor       | Peter Kauzer        | Campbell Walsh     |
| 2008 | Krakov                          | Campbell Walsh     | Daniele Molmenti    | Fabian Dörfler     |
| 2009 | Nottingham                      | Daniele Molmenti   | Boris Neveu         | Julien Billaut     |
| 2010 | Bratislava                      | Peter Kauzer       | Jure Meglič         | Vavřinec Hradilek  |
| 2011 | La Seu d'Urgell                 | Daniele Molmenti   | Samuel Hernanz      | Jiří Prskavec      |
| 2012 | Augsburg                        | Daniele Molmenti   | Paul Böckelmann     | Hannes Aigner      |
| 2013 | Krakov                          | Jiří Prskavec      | Michael Kurt        | Sebastian Schubert |
| 2014 | Vídeň                           | Jiří Prskavec      | Vít Přindiš         | Samuel Hernanz     |
| 2015 | Markkleeberg                    | Boris Neveu        | Alexander Grimm     | Andrej Málek       |
| 2016 | Liptovský Mikuláš               | Jiří Prskavec      | Vavřinec Hradilek   | Hannes Aigner      |
| 2017 | Lublaň                          | Mateusz Polaczyk   | Dariusz Popiela     | Jiří Prskavec      |
| 2018 | Praha                           | Peter Kauzer       | Vít Přindiš         | Jiří Prskavec      |
| 2019 | Pau                             | Vít Přindiš        | Dariusz Popiela     | Quentin Burgi      |
| 2020 | Praha                           | Jiří Prskavec      | Peter Kauzer        | Mateusz Polaczyk   |
| 2021 | Ivrea                           | Vít Přindiš        | Giovanni De Gennaro | Peter Kauzer       |
| 2022 | Liptovský Mikuláš               | Jiří Prskavec      | Giovanni De Gennaro | Felix Oschmautz    |
| 2023 | Krakov (v rámci Evropských her) | Jiří Prskavec      | Martin Dougoud      | Joe Clarke         |

## K1 hlídky
| Rok  | Místo                           | Zlato                                                          | Stříbro                                                              | Bronz                                                                  |
| ---- | ------------------------------- | -------------------------------------------------------------- | -------------------------------------------------------------------- | ---------------------------------------------------------------------- |
| 1996 | Augsburg                        | Německo Jochen Lettmann Thomas Becker Thomas Schmidt           | Slovinsko Miha Štricelj Andraž Vehovar Jure Pellegrini               | Rakousko Günter Martinsich Manuel Köhler Helmut Oblinger               |
| 1998 | Roudnice nad Labem              | Německo Thomas Becker Ralf Schaberg Thomas Schmidt             | Česko Ondřej Raab Jiří Prskavec Vojtěch Bareš                        | Slovinsko Andraž Vehovar Fedja Marušič Uroš Kodelja                    |
| 2000 | Mezzana                         | Itálie Pierpaolo Ferrazzi Enrico Lazzarotto Matteo Pontarollo  | Slovinsko Miha Terdič Dejan Kralj Fedja Marušič                      | Švýcarsko Mathias Röthenmund Michael Kurt Beat Mosimann                |
| 2002 | Bratislava                      | Německo Thomas Becker Thomas Schmidt Claus Suchanek            | Česko Ondřej Raab Ivan Pišvejc Tomáš Kobes                           | Slovensko Peter Cibák Ján Šajbidor Tomáš Mráz                          |
| 2004 | Skopje                          | Švýcarsko Mathias Röthenmund Thomas Mosimann Michael Kurt      | Spojené království Anthony Brown Campbell Walsh Huw Swetnam          | Česko Ivan Pišvejc Lukáš Kubričan Tomáš Kobes                          |
| 2005 | Lublaň                          | Slovinsko Andrej Nolimal Peter Kauzer Dejan Kralj              | Německo Erik Pfannmöller Fabian Dörfler Alexander Grimm              | Itálie Pierpaolo Ferrazzi Stefano Cipressi Daniele Molmenti            |
| 2006 | L'Argentière-la-Bessée          | Slovinsko Peter Kauzer Dejan Kralj Jure Meglič                 | Polsko Grzegorz Polaczyk Henryk Polaczyk Dariusz Popiela             | Německo Fabian Dörfler Alexander Grimm Erik Pfannmöller                |
| 2007 | Liptovský Mikuláš               | Slovinsko Peter Kauzer Dejan Kralj Jure Meglič                 | Německo Erik Pfannmöller Alexander Grimm Fabian Dörfler              | Spojené království Campbell Walsh Richard Hounslow Huw Swetnam         |
| 2008 | Krakov                          | Polsko Dariusz Popiela Grzegorz Polaczyk Mateusz Polaczyk      | Itálie Diego Paolini Daniele Molmenti Luca Costa                     | Švýcarsko Michael Kurt Mathias Röthenmund Moritz Lüscher               |
| 2009 | Nottingham                      | Spojené království Campbell Walsh Richard Hounslow Huw Swetnam | Německo Alexander Grimm Tim Maxeiner Sebastian Schubert              | Francie Fabien Lefèvre Boris Neveu Julien Billaut                      |
| 2010 | Bratislava                      | Polsko Dariusz Popiela Mateusz Polaczyk Grzegorz Polaczyk      | Německo Hannes Aigner Alexander Grimm Sebastian Schubert             | Slovinsko Peter Kauzer Dejan Kralj Jure Meglič                         |
| 2011 | La Seu d'Urgell                 | Slovinsko Peter Kauzer Jure Meglič Simon Brus                  | Polsko Mateusz Polaczyk Grzegorz Polaczyk Dariusz Popiela            | Francie Fabien Lefèvre Boris Neveu Vivien Colober                      |
| 2012 | Augsburg                        | Francie Étienne Daille Boris Neveu Bastien Damiens             | Německo Hannes Aigner Paul Böckelmann Sebastian Schubert             | Rakousko Helmut Oblinger Herwig Natmessnig Andreas Langer              |
| 2013 | Krakov                          | Česko Vavřinec Hradilek Jiří Prskavec Vít Přindiš              | Německo Hannes Aigner Fabian Dörfler Sebastian Schubert              | Polsko Dariusz Popiela Grzegorz Polaczyk Rafał Polaczyk                |
| 2014 | Vídeň                           | Německo Sebastian Schubert Fabian Dörfler Alexander Grimm      | Spojené království Richard Hounslow Joe Clarke Thomas Brady          | Polsko Mateusz Polaczyk Rafał Polaczyk Dariusz Popiela                 |
| 2015 | Markkleeberg                    | Německo Sebastian Schubert Hannes Aigner Alexander Grimm       | Spojené království Richard Hounslow Joe Clarke Bradley Forbes-Cryans | Itálie Daniele Molmenti Andrea Romeo Giovanni De Gennaro               |
| 2016 | Liptovský Mikuláš               | Česko Jiří Prskavec Vavřinec Hradilek Vít Přindiš              | Francie Boris Neveu Sébastien Combot Étienne Daille                  | Španělsko Samuel Hernanz Joan Crespo Unai Nabaskues                    |
| 2017 | Lublaň                          | Česko Jiří Prskavec Ondřej Tunka Vít Přindiš                   | Francie Mathieu Biazizzo Sébastien Combot Boris Neveu                | Polsko Mateusz Polaczyk Maciej Okręglak Dariusz Popiela                |
| 2018 | Praha                           | Česko Vít Přindiš Ondřej Tunka Jiří Prskavec                   | Polsko Michał Pasiut Mateusz Polaczyk Dariusz Popiela                | Slovinsko Peter Kauzer Martin Srabotnik Niko Testen                    |
| 2019 | Pau                             | Česko Jiří Prskavec Vít Přindiš Vavřinec Hradilek              | Slovinsko Peter Kauzer Niko Testen Martin Srabotnik                  | Německo Hannes Aigner Sebastian Schubert Stefan Hengst                 |
| 2020 | Praha                           | Francie Boris Neveu Quentin Burgi Mathurin Madoré              | Česko Jiří Prskavec Vít Přindiš Vavřinec Hradilek                    | Švýcarsko Martin Dougoud Lukas Werro Dimitri Marx                      |
| 2021 | Ivrea                           | Česko Jiří Prskavec Vavřinec Hradilek Vít Přindiš              | Německo Hannes Aigner Tim Maxeiner Stefan Hengst                     | Spojené království Bradley Forbes-Cryans Joe Clarke Christopher Bowers |
| 2022 | Liptovský Mikuláš               | Česko Jiří Prskavec Ondřej Tunka Vít Přindiš                   | Polsko Michał Pasiut Jakub Brzeziński Dariusz Popiela                | Německo Hannes Aigner Noah Hegge Stefan Hengst                         |
| 2023 | Krakov (v rámci Evropských her) | Španělsko Pau Echaniz David Llorente Miquel Travé              | Polsko Dariusz Popiela Mateusz Polaczyk Michał Pasiut                | Francie Titouan Castryck Boris Neveu Benjamin Renia                    |